# بجر لی (اکلاهما)
بجر لی(به انگلیسی: Badger Lee) شهری در ایالت اکلاهما کشور ایالات متحده آمریکا است که جمعیت آن در سرشماری سال ۲۰۱۰ میلادی، ۷۶ نفر بوده‌است.